# Baruch Ashlag
Baruch Ashlag   (Varsòvia, 22 de gener de 1907 - Bené-Berac, 13 de setembre de 1991) fou un cabalista que continuà el desenvolupament de l'ensenyament de la Càbala que li ensenyà el seu pare, el rabí i cabalista Yehuda Ashlag, amb qui va emigrar a Israel amb quinze anys. Baruch Ashlag va passar tota la seva vida seguint les petjades del seu pare, i fent progressos en l'estudi de la Càbala.
Baruch Ashlag tenia un coneixement fenomenal de la Torà i del Talmud. A Israel, el Rabash fou ordenat com rabí per Abraham Isaac HaCohen Kook, Gran Rabí d'Israel, i per Chaim Sonnenfeld, el Gran Rabí de Jerusalem, i un líder espiritual i polític de la comunitat jueva ortodoxa d'Israel. El Rabash tenia només disset anys quan fou ordenat rabí, i es dedicà a treballs senzills. Quan el seu pare va morir, el va succeir, i va continuar amb la seva feina.